# Лемківський Пікассо

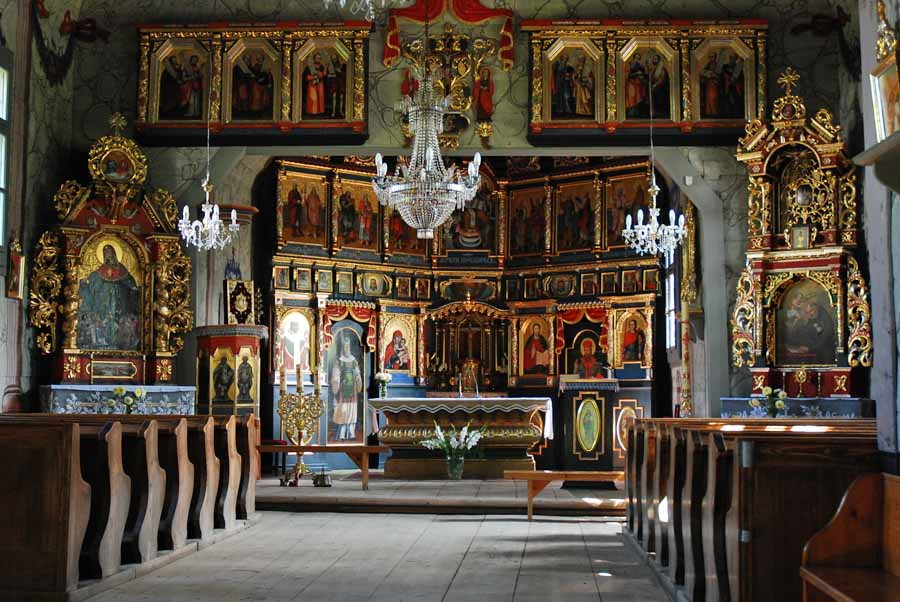
Іконостас церкви св. Дмитра у Богуші. У XVII ст. Лемківський анонім для цього храму писав ікони

Лемківський анонім XVI–XVII століть — народний іконописець з Лемківщини, який творив імовірно у другій половині XVI — на початку XVII ст. За яскраво виражений стиль, із вражаючи сміливими стилізованими та здеформованими пропорціями фігур, рис обличчя, архітектурою дещо іронічно названий «Лемківським Пікассо». Також можна назвати його ще й «Лемківським Майстром Баницького Моління» — по назві ікони цього майстра, яка зберігається у Національному музеї у Львові ім. Андрея Шептицького. Стилістика іконописця є надзвичайно індивідуальною, різко вирізняється на тлі українського народного іконопису даного часу.

## Творчість
Свій неповторний світ іконописець творив, живучи в невеликому закритому, можливо, дещо ізольованому світі Західної Лемківщини в гірському масиві Татр.
Творча манера іконописця неподібна на інших народних іконописців і, насамперед, характерна значним порушенням пропорцій — постаті приземкуваті, великі голови та кисті рук і стопи ніг. Яскраво стилізовані лики персонажів виразними мигдалеподібними очима та глибокою складкою на переніссі.
Характерним для цього майстра є бордюр із абстрактним геометричним орнаментом по краях ікон. Він присутній в усіх трьох іконах, а також його залишки спостерігаються і на середнику хоругви. Цей орнамент надзвичайно цікавий, оскільки не має нічого подібного в українському іконописі, і нагадує, як це не парадоксально звучить, африканські мотиви, або орнаментні мотиви народів Океанії. Окрім того, в загальній орнаментиці, деформації тіл та колориті також віддалено проглядається схожість із мотивами кельтських орнаментів, які використовувалися в християнському мистецтві Ірландії. Це стосується найперше надзвичайно сміливої стилізованої деформації розіп'ятого тіла Христа на іконі «Розп'яття з Предстоячими».

## Праці
На початок XXI століття відомо лише чотири твори майстра, які зберігаються в музеях України, Польщі та Словаччини — це ікона «Моління» з Національного музею у Львові імені Андрея Шептицького, великоформатна ікона «Розп'яття з Предстоячими» з Районного музею Старої Любовні в Словаччині та два експонати із Регіонального музею в Новому Сончі (Польща), де зберігається невелика ікона «Спас Нерукотворний», та середник хоругви із зображенням сюжетів «Благовіщення» і «Богородиця-Дороговказиця». Походження усіх цих ікон різне — ікона «Моління» походить із церкви Св. Косьми і Даміана Баниця (тепер Горлицький повіт Малопольського воєводства, західна частина Лемківщини, неподалік від кордону зі Словаччиною), хоругва «Благовіщення» та «Богородиця-Одігітрія» з Ястрябик, яке розташоване неподалік від міст Криниця та Новий Сонч (також західна частина Лемківщини, неподалік від кордону зі Словаччиною). Ікона «Спас Нерукотворний» із церкви Св. Дмитра Богуша, також неподалік від Нового Сонча. Ікона «Розп'яття з Предстоячими» з костела Матисова поблизу Старого Любомля у Словаччині. Таким чином, ареал розповсюдження творів цього іконописця обмежений територією Західної Лемківщини, на етнографічному українсько-польсько-словацькому, а також конфесійному пограниччі між світом православно-візантійської та західноєвропейської католицької цивілізації.